# Moses Kurong
Moses Martin Kurong (né le 7 juillet 1994) est un athlète ougandais, spécialiste des courses de fond.
Il termine 22e du 10 000 m lors des Jeux olympiques de 2016.
Son record personnel sur 10 000 m est de 27 min 22 s 33 obtenu en 2017 à Hengelo.